# آلکساندر آبراهام (بوکسور)
آلکساندر «آلکس» آبراهام (متولد آلکساندر آبراهامیان در ۱۴ ژوئیه ۱۹۸۱ در ایروان، ارمنستان) بوکسور بازنشته حرفه‌ای ارمنستانی-آلمانی ساکن برلین، آلمان است. در ۲۵ اکتبر ۲۰۰۸ وی عنوان خالی EBU-EE سبک‌وزن متوسط را از رومن ژومان به دست آورد و دو بار آن را حفظ کرد. وی برادر کوچکتر آرتور آبراهام است.

## آماتوری
آلکساندر آبراهام به عنوان آماتور برای بخش بوکس ۱ بوکس زد. اف سی نورنبرگ و در این مدت چندین عنوان قهرمانی منطقه‌ای را در بخش‌های سبک‌وزن و وزن به دست آورد. بزرگ‌ترین موفقیت او قهرمانی در مسابقات قهرمانی بین‌المللی نیم‌وزن جوانان آلمان در سال ۱۹۹۷ بود.

## حرفه‌ای
در سال ۲۰۰۳ وی به همراه برادرش آرتور آبراهام توسط ویلفرد ساورلند استخدام شد. وی در نخستین مبارزه حرفه‌ای خویش در ۲۲ نوامبر ۲۰۰۳ در برابر پتر ریکالا چکی به پیروزی رسید و در راند دوم با ناک‌اوت به برتری رسید. وی تنها در آوریل ۲۰۰۵ مقابل سیلوین گومیس سنگالی به تساوی رسید. در اکتبر ۲۰۰۸ وی عنوان خالی میان وزن سبک EBU-EE را در مقابل رومن دزومان اوکراینی به دست آورد.

## بازنشستگی
آبراهام در ۷ فوریه ۲۰۱۰ در سن ۲۸ سالگی به دلیل سرگیجه بدون دلیل بازنشستگی خویش را اعلام نمود. اگرچه معاینات فشرده از قبل هیچ نتیجه منفی نداشت، اما جایگاه مروج پروفی باکس ویلفرد ساورلند با درخواست بوکسور برای فسخ قرارداد موافقت کرد.